# Islands Fußballerin des Jahres
Islands Fußballerin des Jahres (isländisch Knattspyrnukona ársins) ist eine isländische Auszeichnung im Fußball, die an die beste isländische Spielerin verliehen wird.

## Geschichte
Seit 1973 wird Islands Fußballer des Jahres ausgezeichnet. Anfangs konnte die Auszeichnung sowohl an männliche als auch an weibliche Spieler verliehen wurden. Aber lediglich 1994 wurde mit Ásta Breiðfjörð Gunnlaugsdóttir eine Frau mit dem Titel ausgezeichnet. Ab 1997 gibt es für Fußballspielerinnen eine eigene Auszeichnung. Erste Preisträgerin war Guðrún Jóna Kristjánsdóttir. Rekordsiegerin ist Margrét Lára Viðarsdóttir, die fünfmal gewählt wurde. In der RSSSF-Statistik vom Mai 2003 werden zusätzlich für die Jahre 1988 bis 1996 Spielerinnen gelistet. Bei den Jahren 1997 bis 2002 stimmen die dort aufgeführten Spielerinnen mit denen der Verbandsstatistik bis auf das Jahr 1998 überein. Laut RSSSF wurde in dem Jahr Olga Færseth, die Torschützenkönigin der isländischen Liga gewählt. Die Verbandsstatistik nennt dagegen Rekordnationalspielerin Katrín Jónsdóttir.
Bis 2004 wurden ausschließlich in Island spielende Spielerinnen gewählt. 2004 wurde der Wahlmodus geändert. Bis dahin hatte der isländische Fußballverband die auszuzeichnenden Spieler bestimmt. Seit 2004 wird der beste Spieler von einem Gremium aus Funktionären, Trainern und ehemaligen Spielern gewählt. 2005 bekam dann mit der in Schweden spielenden Ásthildur Helgadóttir erstmals eine Legionärin den Preis. Sie hatte schon 2002 und 2003 zweimal den Titel in Folge gewonnen und war auch die erste, die dreimal ausgezeichnet wurde. Seit 2005 spielt auch die Mehrheit der ausgezeichneten Spielerinnen im Ausland.

## Titelträger

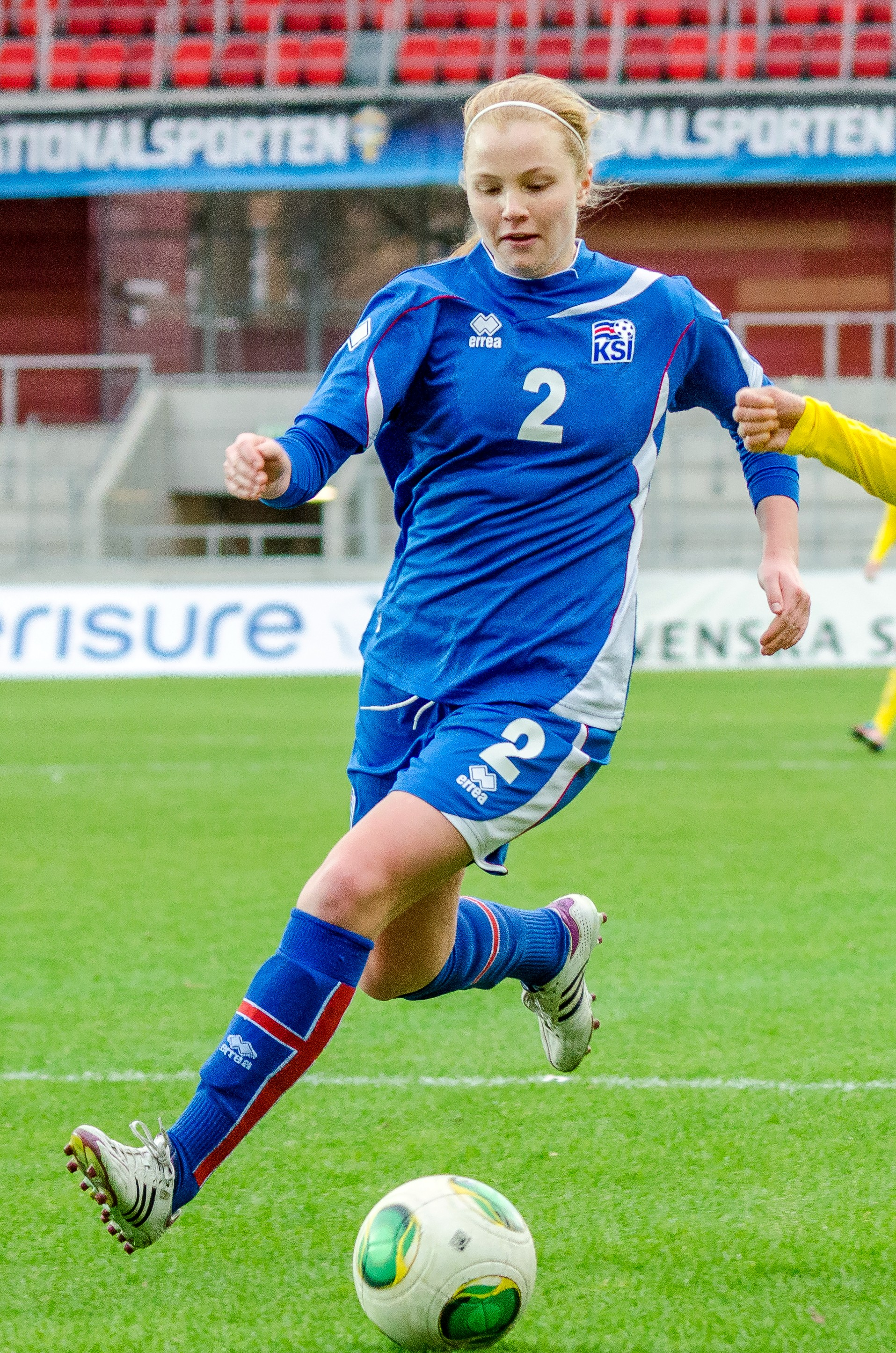
Glódís Viggósdóttir, aktuelle Preisträgerin

| Jahr | Spielerin                   | Verein                      |
| ---- | --------------------------- | --------------------------- |
| 1997 | Guðrún Jóna Kristjánsdóttir | KR Reykjavík                |
| 1998 | Katrín Jónsdóttir           | Kolbotn IL                  |
| 1999 | Guðlaug Jónsdóttir          | KR Reykjavík                |
| 2000 | Rakel Ögmundsdóttir         | Breiðablik Kópavogur        |
| 2001 | Olga Færseth                | KR Reykjavík                |
| 2002 | Ásthildur Helgadóttir       | KR Reykjavík                |
| 2003 | Ásthildur Helgadóttir       | KR Reykjavík                |
| 2004 | Margrét Lára Viðarsdóttir   | ÍBV Vestmannaeyjar          |
| 2005 | Ásthildur Helgadóttir       | Malmö FF Dam                |
| 2006 | Margrét Lára Viðarsdóttir   | Valur Reykjavík             |
| 2007 | Margrét Lára Viðarsdóttir   | Valur Reykjavík             |
| 2008 | Margrét Lára Viðarsdóttir   | Valur Reykjavík             |
| 2009 | Þóra Björg Helgadóttir      | Kolbotn IL                  |
| 2010 | Hólmfríður Magnúsdóttir     | Philadelphia Independence   |
| 2011 | Margrét Lára Viðarsdóttir   | Kristianstads DFF           |
| 2012 | Þóra Björg Helgadóttir      | LdB FC Malmö                |
| 2013 | Sara Björk Gunnarsdóttir    | LdB FC Malmö                |
| 2014 | Harpa Þorsteinsdóttir       | UMF Stjarnan                |
| 2015 | Sara Björk Gunnarsdóttir    | FC Rosengård                |
| 2016 | Sara Björk Gunnarsdóttir    | FC Rosengård/ VfL Wolfsburg |
| 2017 | Sara Björk Gunnarsdóttir    | VfL Wolfsburg               |
| 2018 | Sara Björk Gunnarsdóttir    | VfL Wolfsburg               |
| 2019 | Sara Björk Gunnarsdóttir    | VfL Wolfsburg               |
| 2020 |                             |                             |
| 2021 |                             |                             |
| 2022 | Glódís Viggósdóttir         | FC Bayern München           |
| 2023 | Glódís Viggósdóttir         | FC Bayern München           |
| 2024 | Glódís Viggósdóttir         | FC Bayern München           |

## Ranglisten

### Spielerinnen

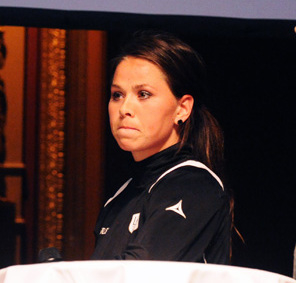
Sara Björk Gunnarsdóttir, sechsfache Gewinnerin

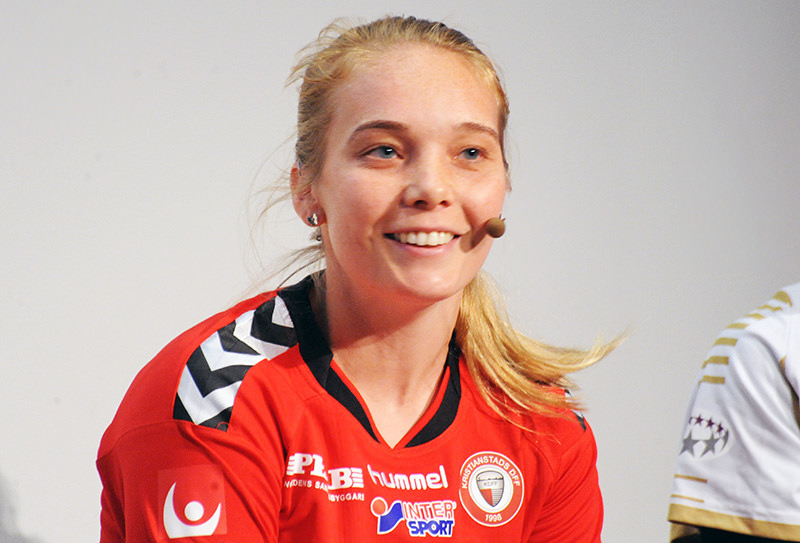
Margrét Lára Viðarsdóttir, fünffache Gewinnerin

| Name                        | Anzahl | Jahr(e)               |
| --------------------------- | ------ | --------------------- |
| Sara Björk Gunnarsdóttir    | 6      | 2013, 2015–2019       |
| Margrét Lára Viðarsdóttir   | 5      | 2004, 2006–2008, 2011 |
| Ásthildur Helgadóttir       | 3      | 2002, 2003, 2005      |
| Glódís Viggósdóttir         | 3      | 2022–2024             |
| Þóra Björg Helgadóttir      | 2      | 2009, 2012            |
| Guðrún Jóna Kristjánsdóttir | 1      | 1997                  |
| Katrín Jónsdóttir           | 1      | 1998                  |
| Guðlaug Jónsdóttir          | 1      | 1999                  |
| Rakel Ögmundsdóttir         | 1      | 2000                  |
| Olga Færseth                | 1      | 2001                  |
| Hólmfríður Magnúsdóttir     | 1      | 2010                  |
| Harpa Þorsteinsdóttir       | 1      | 2014                  |

### Vereine
| Verein                                 | Anzahl | Jahr(e)                      |
| -------------------------------------- | ------ | ---------------------------- |
| KR Reykjavík                           | 5      | 1997, 1999, 2001–2003        |
| Malmö FF Dam/LdB FC Malmö/FC Rosengård | 5      | 2005, 2012, 2013, 2015, 2016 |
| VfL Wolfsburg                          | 4      | 2016–2019                    |
| Valur Reykjavík                        | 3      | 2006–2008                    |
| FC Bayern München                      | 3      | 2022–2024                    |
| Kolbotn IL                             | 2      | 1998, 2009                   |
| Breiðablik Kópavogur                   | 1      | 2000                         |
| ÍBV Vestmannaeyjar                     | 1      | 2004                         |
| Philadelphia Independence              | 1      | 2010                         |
| Kristianstads DFF                      | 1      | 2011                         |
| UMF Stjarnan                           | 1      | 2014                         |